# السلامة العليا (جازان)
قرية السلامة العليا، إحدى قرى منطقة جازان وهي قرية سكنية تابعة لبلدية محافظة محافظة بيش جنوب غرب المملكة العربية السعودية، تبعد حوالي 7 كم إلى الجنوب من محافظة بيش كما وتبعد حوالي 20 كم إلى الشمال من محافظة صبيا.

## الموقع
تقع السلامة العليا في الجزء الشمالي ضمن إقليم تهامة والذي ينحصر ما بين البحر الأحمر والمرتفعات الجبلية ويمر في هذا السهل وادي بيش وهو من أكبر أودية المنطقة والذي يرفده أكثر من تسعين رافداً وبذلك تتميز أراضي المنطقة بخصوبة أراضيها ذات الزراعات المتعددة، بالقرب من مدينة بيش، في الجزء الجنوبي الغربي من المملكة العربية السعودية، وتبعد حوالي ستين كيلومترا بالاتجاه الشمالي الشرقي من مدينة جازان، عند خط طول 42 درجة وخط العرض 17 درجة، وسميت بالسلامة لكثرة شجر السلم فيها[بحاجة لمصدر].

## عدد السكان
بلغ عدد سكان قرية السلامة العليا بحسب التعداد السكاني للعام 1431 هـ () نسمة منهم () من السعوديين و() غير السعوديين.

## انظر ايضاً
- حلة العزامة
- المجديرة
- الميلة

## وصلات خارجية
- بيانات المجلس البلدي من الأمانة العامة لشؤون المجالس البلدية
- حصر الخدمات بالمدن والقرى بمنطقة جازان
- دليل الخدمات بمنطقة جازان